# ChemBioChem
ChemBioChem (abreviado como ChemBioChem) es una revista científica revisada por pares que publica artículos sobre biología química. La revista pertenece a la 'Editorial Union of Chemical Societies (EUChemSoc), una organización que agrupa a 14 sociedades europeas de química pertenecientes a diversos países.
De acuerdo con el Journal Citation Reports, el factor de impacto de esta revista era 3,088 en 2014. El director de la publicación es Thomas Carell (Universidad Ludwig-Maximillians de Múnich).
ChemBioChem es una revista hermana de Angewandte Chemie, ChemMedChem, y ChemPhysChem.

## Objetivos
Su misión es integrar todos los campos de investigación en biología química, química biológica, química bioinorgánica y bioorgánica, bioquímica, biología molecular y estructural y aquellos otros temas en la frontera de la química y la biología, que se ocupan de la aplicación de métodos químicos a los problemas biológicos o que usan herramientas de la biotecnología para abordar las cuestiones de la química. 

## Características
ChemBioChem publica principalmente comunicaciones y trabajos completos, revisiones, reseñas de libros e informes de conferencias, entre otras secciones de aparición periódica. La revista está disponible tanto en versión impresa como en línea, y está indexada en las bases de datos más importantes, incluyendo la base de datos Web of Knowledge de ISI (Thomson Reuters).

## Métricas de revista
2023
- Web of Science Group : 3.164
- Índice h de Google Scholar: 131
- Scopus: 3.438